# 한중호조사

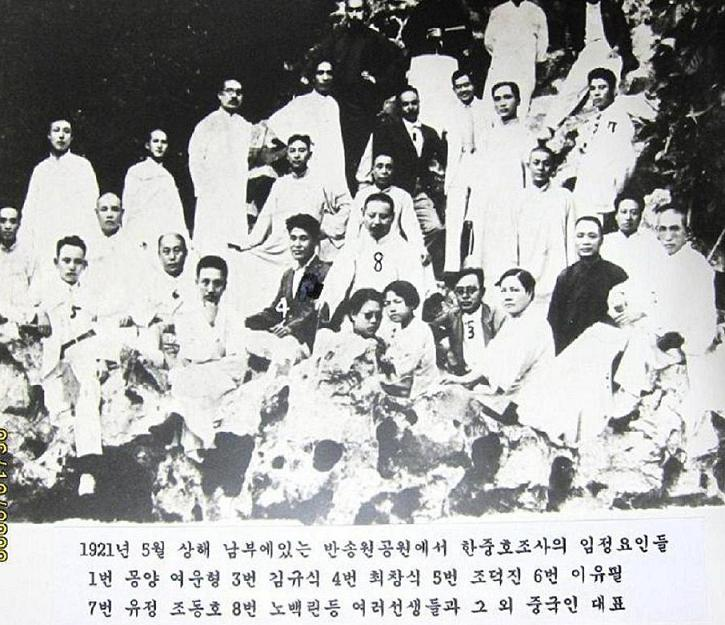
1921년 중화민국 상하이에서 한중호조사의 임정 요인들.

한중호조사(韓中互助社)란 1921년 중화민국 각지에서 한국 독립운동가들과 중국의 민간인들간에서 한중친선과 한국독립 지원, 반제국주의 활동등을 목적으로 결성한 민간단체를 말한다. 이 단체는 중국인 우산(吳山), 임정의 윤현진, 조동호등이 결성하는데 결정적 역할을 했다. 일부 자료에 의하면 중국 국민당의 지도자 쑨원이 사장, 여운형이 부사장으로 기록되어 있다. 그밖에 중국 공산당의 천두슈도 참여하였으며, 마오쩌둥 역시 중한호조사 창사 시 지부에서 활동했다.

## 개요
1912년부터 1920년대 중반까지의 중화민국은 중국 국민당의 광둥 정부가 북양군벌의 베이징 정부에 대항하고 있었다. 한편, 한국의 독립운동 세력인 대한민국 임시 정부는 국민당 광둥 정부와의 공화제 정치노선의 일치로 가까워질 가능성이 있었으나 둥베이(東北) 지방의 많은 한민족 동포들의 안전문제 때문에 베이징 군벌정부와의 친선외교도 전개해야 했다. 그런 가운데 임시 정부는 1921년 3~8월에 황영희·조중구를 외무부 선전원으로 중국 남부의 주요도시를 순회하면서 중국인들에게 한국독립운동을 선전·이해시키는 활동을 전개했다. 이것은 광둥 정부의 공식적 협력을 얻기 위해 우선 민간 차원의 협력관계를 창출해야 한다는 필요성 때문이었다.
그리하여 그해 3월 17일 후난성 창사(長沙)에서 이우민·황영희 등이 중국인 쥐페이지(具培基)·허민판(賀民範)·초우수오위(仇數魚)·타오이(陶毅) 등과 함께 처음으로 한·중 양 국민의 친선을 위한 한중호조사를 만들었다. 이어 4월 상하이에서 신익희·이유필과 중국인 저우첸추(周劒秋)·우산(吳山)·셴중준(沈仲俊) 등, 청두에서 이기창 등을 중심으로 호조사가 결성되었고 한커우에서도 만들어졌다. 이들 지역조직의 구성은 대개 선전부·통신부·경제부·교육부·영업부를 두었고, 주요활동은 그 지역의 중국인들에게 한국의 독립운동을 이해시키고 협조를 얻어 항일연합전선을 만드는 것이었다. 회원으로는 한국인은 대한민국 임시 정부 요인 혹은 일반 독립운동가들이었고, 중국측은 학교교원들이 많았다. 이런 성과를 바탕으로 같은 해 8월 중국 각 성(省)의 한중호조사를 연합하여 효과적인 활동을 하기 위한 한중호조총사가 성립되었다. 총사는 상하이에 두고, 한·중 각 10명씩 평의원을 선출·운영하도록 했는데, 한국측 평의원은 김홍서·김규식·이탁·여운형·조동호·김문숙·한진교·윤현진·서병호·김철 등이었다. 민간 차원에서 이런 활발한 운동이 전개되자 광둥 정부에서도 한중호조운동을 수용하여 9월 27일 한중협회(韓中協會)가 조직되었다.
이들의 모임은 한·중친선이 가장 중요하였으며 한·중간의 상호 독립을 위한 협조, 한국 청년의 중국일대와 구미유학을 위한 여권의 주선등이었다.

## 같이 보기
- 김규식
- 신익희
- 여운형
- 여운홍
- 윤기섭
- 이유필
- 조동호
- 쑨원
- 천두슈
- 대한민국 임시정부

## 참고자료
- 《여운형: 시대와 사상을 초월한 융화주의자》, 이정식 저.
- 《애국지사 조동호 평전》, 이현희 저.